# Lucas van Uden

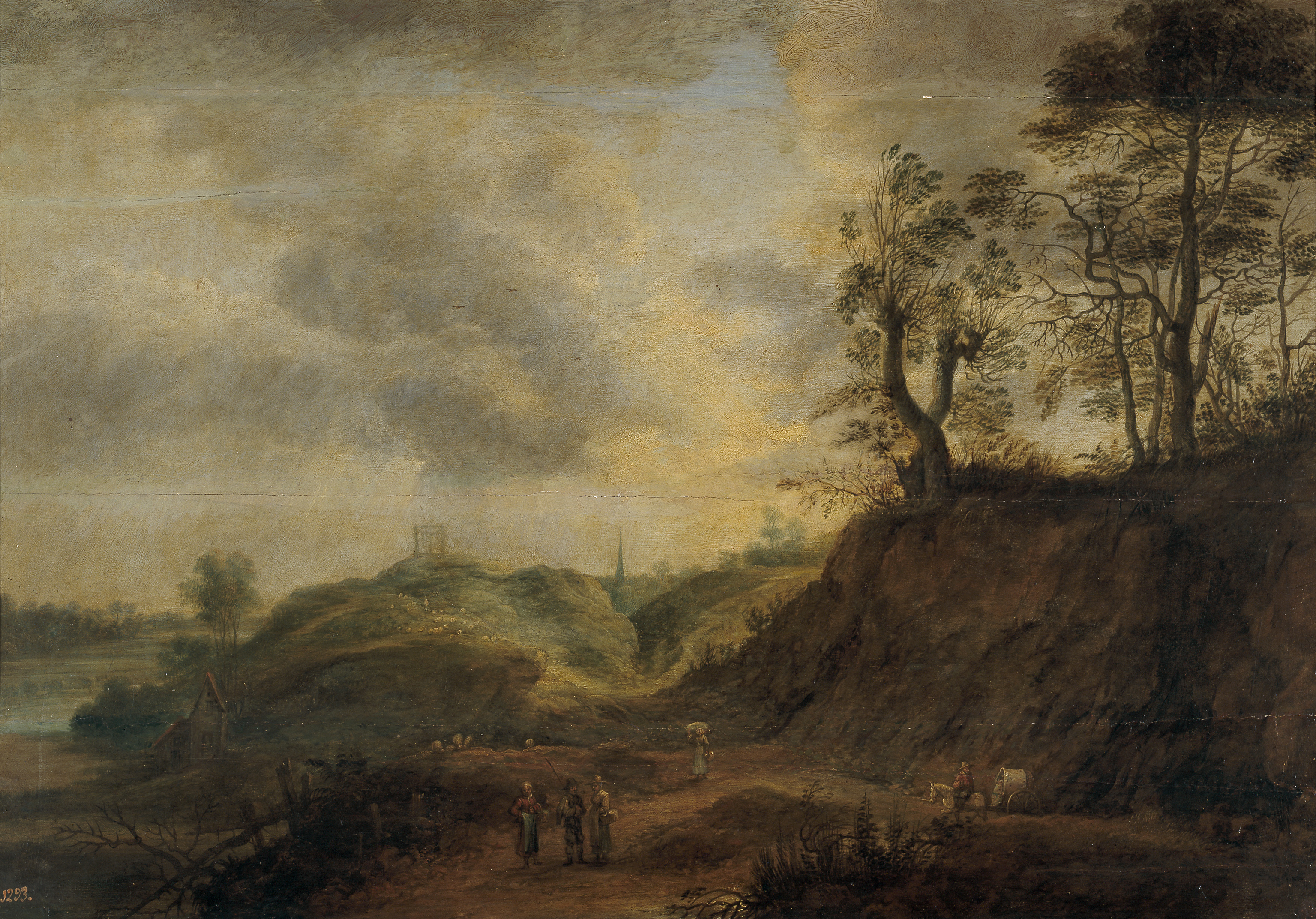
Paisaje, óleo sobre tabla, 49 x 68 cm, Madrid, Museo del Prado.

Lucas van Uden (Amberes, 1595-1673) fue un pintor barroco flamenco, especializado en pintura de paisaje.
Registrado como maestro en el gremio de San Lucas de Amberes en 1627, parece probable que se iniciase en la pintura copiando obras de Rubens, como el Paisaje costero con tormenta de la Alte Pinakothek de Múnich, sin excluir la realización de pastiches que quizá se pusieran en circulación a nombre de Rubens. Su relación con el taller de este, sin embargo, no ha podido ser establecida, y el estilo meticuloso de los paisajes de Lucas van Uden y su brumosa representación de la luz mantiene todavía estrechas relaciones con los modelos anteriores de Jan Brueghel el Viejo y Joos de Momper.
Las pequeñas figuras que animan algunos de sus paisajes fueron con frecuencia añadidas por otros pintores. Especialmente estrecha debió de ser en este sentido la colaboración con David Teniers II, con quien compuso obras como la Merienda de aldeanos del Museo del Prado.